# 八幡 (江別市)
八幡（やはた）は北海道江別市にある地名。

## 地名の由来
一帯はもともと3つに分かれていた。
下当別太
石狩川を西端として、東は19線まで。
上当別太
19線から22線まで。
浦篠津
22線から33線まで。
新潟県三島郡浦村にゆかりの人物が多かったため名づけられた。
1935年（昭和10年）、江別町の字名改正に際して上記の3地区がまとめられ、いずれも八幡神を氏神として祀っていることから、八幡の名がつけられた。

## 歴史
石狩川と当別川の合流点付近であるこの一帯は、古くから好漁場として知られていた。1874年（明治7年）ころから石狩の漁師である岡本久兵衛が、サケやマスの漁期になると通い漁を行い、2 - 3年のうちに定住したという。また同時期には、下当別太の泉良吉が上当別太に漁場を有していたとの記録も残っている。
1881年（明治14年）7月、屯田兵の入地にあたり篠津村が開かれる。1886年（明治19年）で江別・野幌・篠津の3兵村への入地が完了し、下当別太は篠津兵村の、上当別太は野幌兵村の、それぞれ公有地となる。1894年（明治27年）に兵村地域の測量が終結し、残った土地への一般入植がはじまったほか、後には兵村公有地も貸与や売却の対象となった。
1895年（明治28年）、西脇善太郎・武田石太郎・武田高藏・松下伝八らによって一帯の開拓が始まる。
1906年（明治39年）4月、江別・野幌・篠津の3兵村が合併して、新しい江別村となる。
1933年（昭和8年）9月、篠津小学校浦篠津分教場が開設される。
1935年（昭和10年）2月、字名改正により一帯の名が八幡となる。
2002年（平成14年）、江別市環境クリーンセンター稼働開始。

## ギャラリー

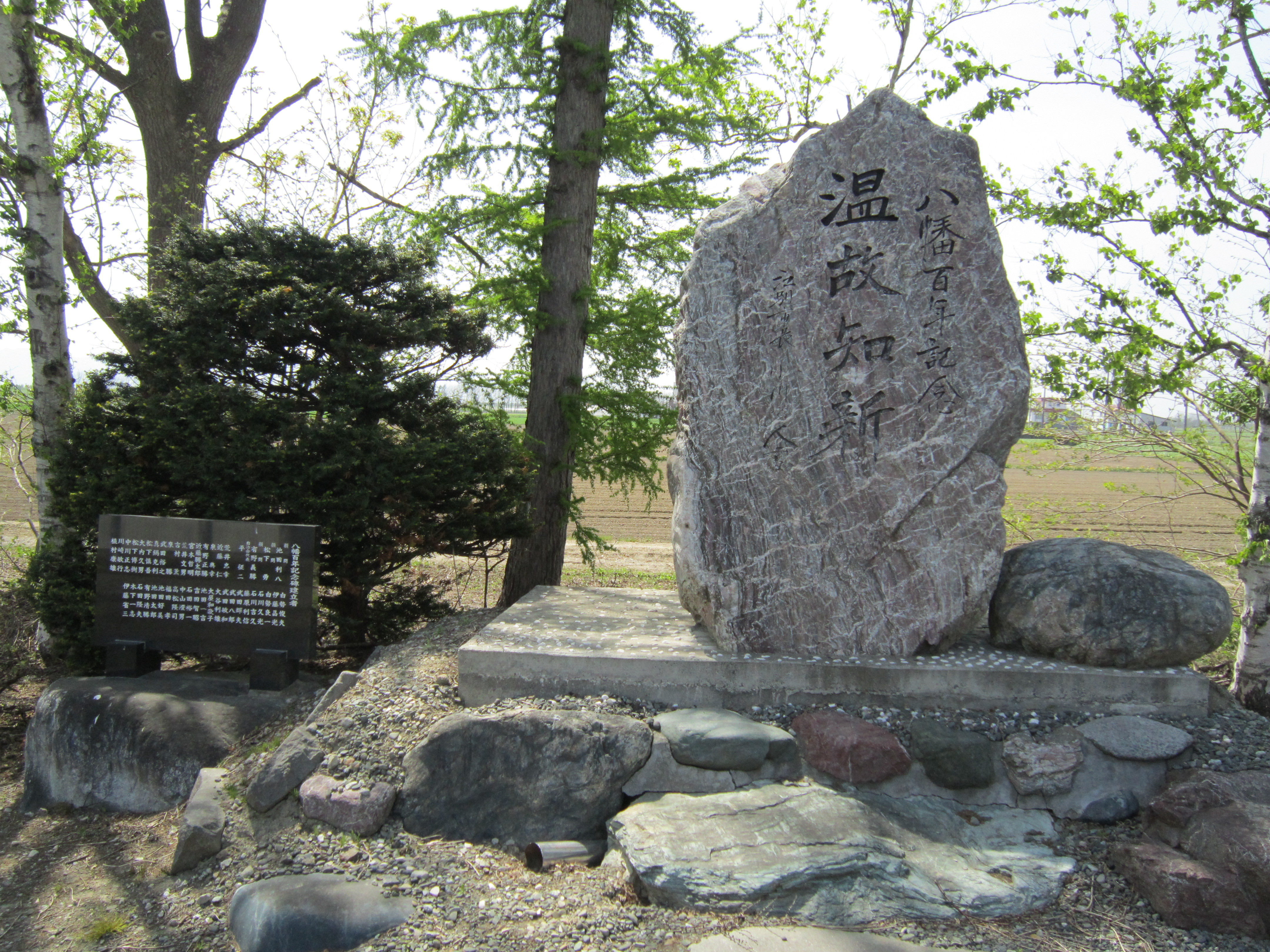
八幡百年記念碑
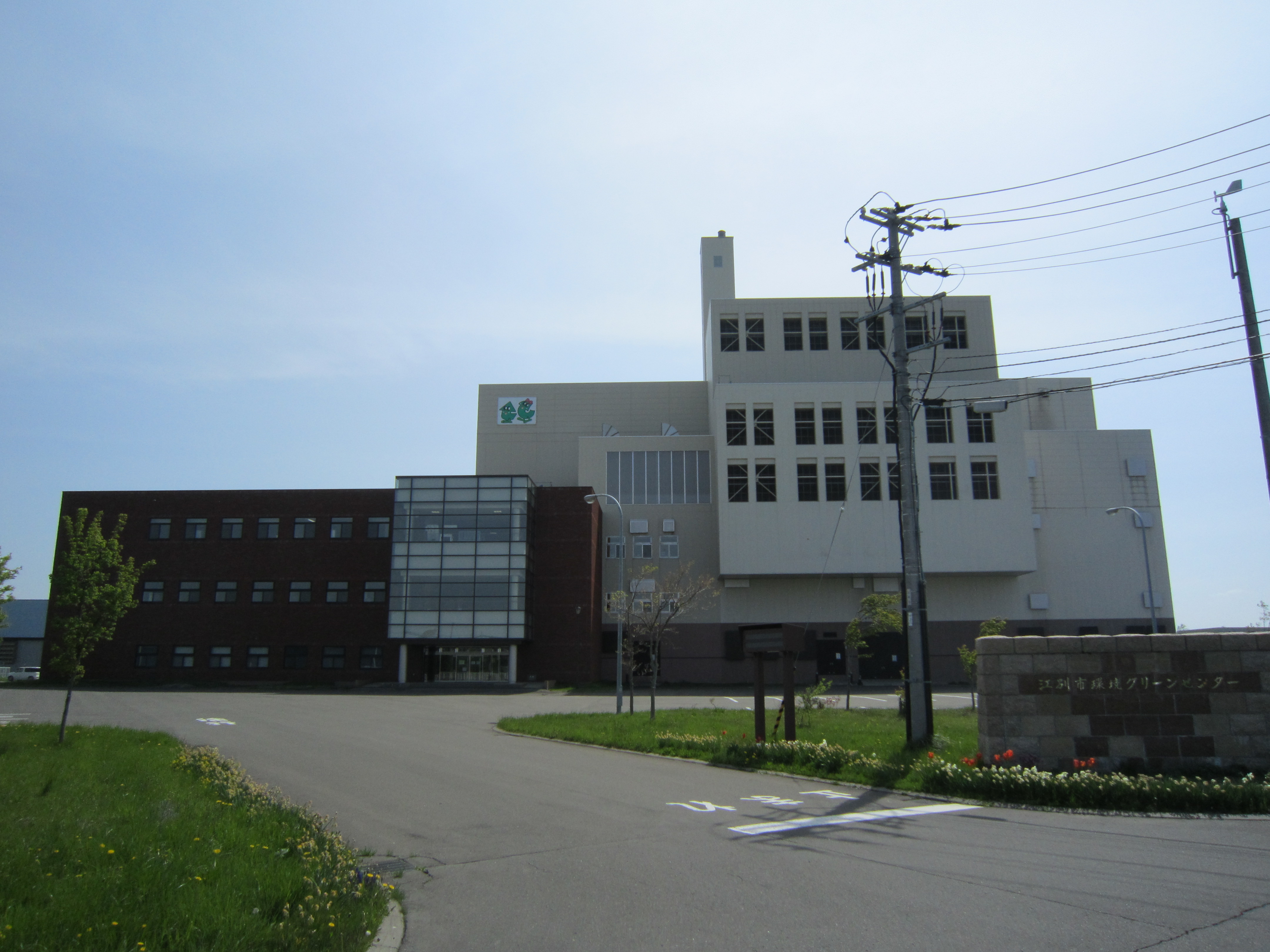
江別市環境クリーンセンター

## 参考資料
- 『八幡開基百周年記念誌』江別市八幡自治会、1996年3月。
- 『八幡開基百二十周年記念誌 二十年（平成八年〜同二十七年）のあゆみ』江別市八幡自治会、2016年3月。
- 青木由直「69 江別市環境クリーンセンター（江別市八幡）」『江別・北広島秘境100選』共同文化社〈都市秘境シリーズ〉、2008年12月1日。ISBN 978-4-87739-151-5。